# Aïda Fall
Aïda Fall (10 de novembro de 1986) é uma basquetebolista franco-senegalesa.

## Carreira
Aïda Fall integrou a Seleção Senegalesa de Basquetebol Feminino, na Rio 2016, que terminou na décima segunda posição.